# San José de Gracia (Aguascalientes)
Pour les articles homonymes, voir San José de Gracia.
San José de Gracia est une municipalité de l'État d'Aguascalientes, au Mexique. Elle couvre une superficie de 866,08 km2 et compte 8 896 habitants en 2015.